# Мадисон (Северная Каролина)
Ма́дисон (англ. Madison) — американский город в округе Рокингхем, Северная Каролина. По данным переписи 2010 года население составляло 2 262 человек. Код FIPS 37-40560, GNIS ID 0989222, ZIP-код 27025.

## Население
По данным переписи 2000 года население составляло 2 262 человека, в городе проживало 626 семей, находилось 972 домашних хозяйства и 1 056 строений с плотностью застройки 123,9 строения на км². Плотность населения 265,5 человека на км². Расовый состав населения: белые — 97,32 %, афроамериканцы — 1,54 %, коренные американцы (индейцы) — 0,31 %, азиаты — 0,35 %, гавайцы — 0,13 %, представители других рас — 0,59 %, представители двух или более рас — 0,75 %. Испаноязычные составляли 1,41 % населения.
В 2000 году средний доход на домашнее хозяйство составлял $38 955 USD, средний доход на семью $36 429 USD. Мужчины имели средний доход $32 109 USD, женщины $21 379 USD. Средний доход на душу населения составлял $19 494 USD. Около 10,5 % семей и 8,2 % населения находятся за чертой бедности, включая 14,5 % молодежи (до 18 лет) и 2,7 % престарелых (старше 65 лет).

## Интересные факты
- В городе Мадисон располагается штаб-квартира компании Remington Arms.